# ۱۰۰ آهنگ برتر برزیل
جدول موسیقی ۱۰۰ آهنگ برتر برزیل (انگلیسی: Top 100 Brasil) که قبلاً ۱۰۰ ایرپلی داغ برزیل (انگلیسی: Brasil Hot 100 Airplay) نام داشت، جدول تک‌آهنگ‌های موسیقی در برزیل است که توسط کراولی برودکست آنالیسیس گردآوری می‌شود. این جدول در ابتدا به‌صورت ماهانه توسط بیلبورد برزیل از زمان آغاز انتشار این مجله در اکتبر ۲۰۰۹ منتشر می‌شد. از آوریل ۲۰۱۴، بیلبورد برزیل انتشار جدول هفتگی ۱۰۰ آهنگ داغ را به شکل کنونی آن و آن‌طور که همواره در سایت برزیل خود، و همچنین در مجلهٔ بیلبورد در سایر کشورها و همچنین بیلبورد ایالات متحده نمایش یافته‌بود، آغاز کرد.